# Buri wolio

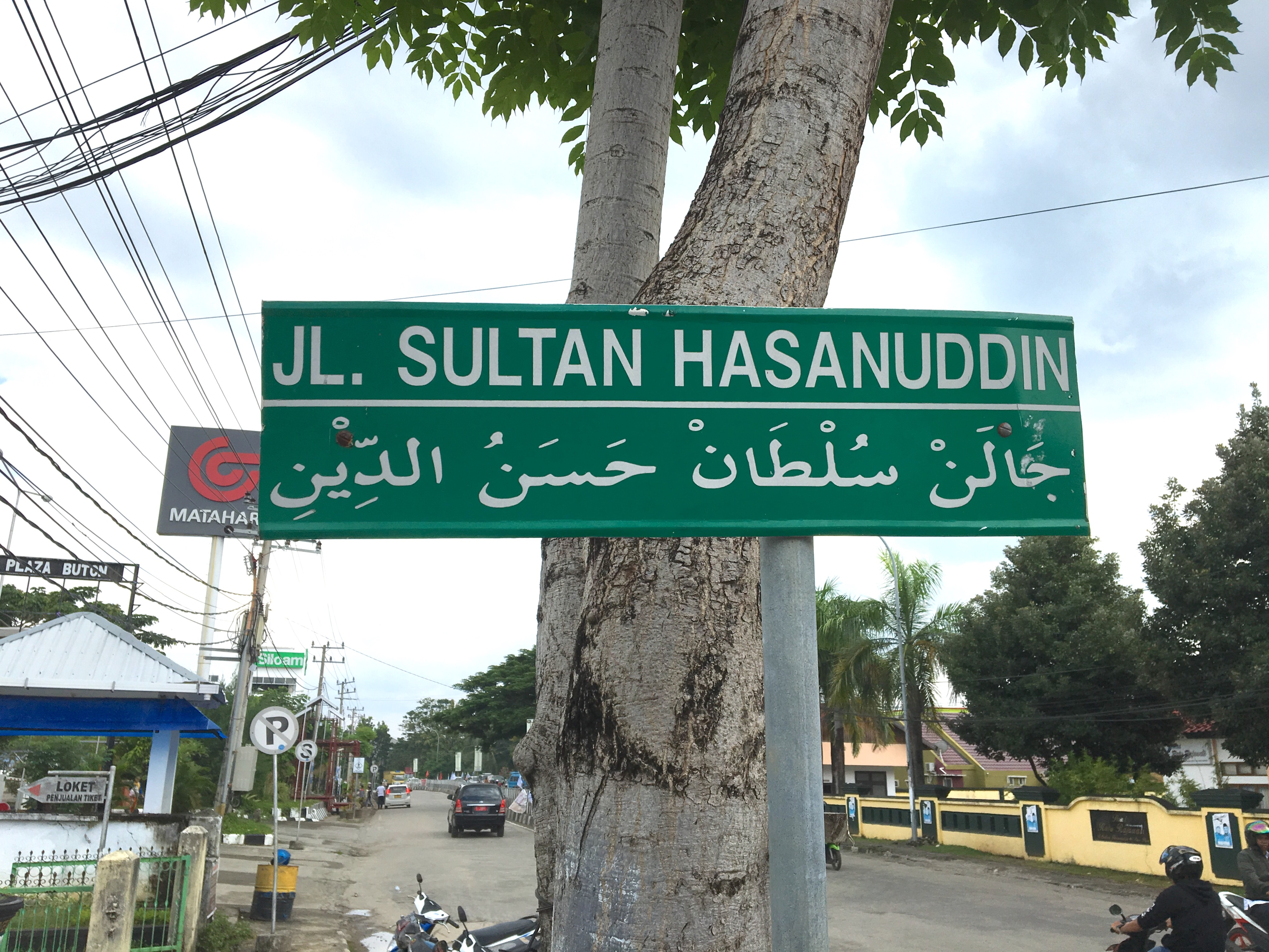
Panneau bilingue à Baubau écrit en indonésien et en wolio avec le buri wolio.

Le buri wolio est une adaptation de l’alphabet arabe utilisée pour écrire le wolio. Elle utilise 17 des 29 lettres arabes, les 5 lettres jawi additionnelles et note toujours les voyelles à l’aide de 3 signes diacritiques arabes et 2 signes diacritiques buri wolio (petit v suscrit et petit v souscrit).
| ا | ب | ت | ج | ح | د | ر | ز | س | ف | ک | ل | م | ن | و | ه | ي | چ | ڠ | ڤ | ݢ | ڽ |

| ــَـ | a |
| ــِـ | i |
| ــُـ | u |
| ــࣹـ | e |
| ــٚـ | o |